# Ceratoryctoderus armatus
Ceratoryctoderus armatus är en skalbaggsart som beskrevs av Roger Paul Dechambre 2001. Ceratoryctoderus armatus ingår i släktet Ceratoryctoderus och familjen Dynastidae. Inga underarter finns listade i Catalogue of Life.